# Струнски, Саймон
Саймон Струнски (англ. Simeon Strunsky) — американский писатель, журналист и редактор.
Родился в Витебске, в семье старьёвщика Исидора Струнскиго и Перлы Вайнштейн. В начале 1880-х годов семья иммигрировала в США. В 1900 году окончил Колумбийский университет.
В 1906—1920 годах — штатный сотрудник газеты «Нью-Йорк ивнинг пост» (в 1920—1924 годах — главный редактор). С 1924 года — член редколлегии газеты Нью-Йорк таймс. Работал в газете вплоть до кончины в 1948 году.
Его статьи также публиковались в таких изданиях как Atlantic Monthly, Bookman, Collier’s и Harper’s Weekly. Был автором колонки Topics of the Times в журнале Times.

## Личная жизнь
От первой жены, Ребекки Слободкиной был сын — Роберт Струнски. Вторая жена — историк и политический активист Маня Гордон, в браке было двое двое детей — сын и дочь. 

## Избранные статьи
- Through the Outlooking Glass with Theodore Roosevelt (1912)
- The Patient Observer (1911)
- Belshazzar Court, or Village Life in New York City (1914)
- Post-Impressions (1914)
- Little Journeys Towards Paris. By W. Hohenzollern. (1918)